# Vsevolod Mejerkhold
Vsevolod Emiljevitj Mejerkhold (russisk: Все́волод Эми́льевич Мейерхо́льд) (født 9. februar 1874 i Pensa oblast i det Russiske Kejserrige, død 2. februar 1940 i Moskva i Sovjetunionen) var en russisk filminstruktør og skuespiller.

## Filmografi
- Billedet af Dorian Gray (Портрет Дориана Грея, 1915)[2]
- Den hvide ørn, (Белый орёл, 1928)